# Jay-Jay Johanson

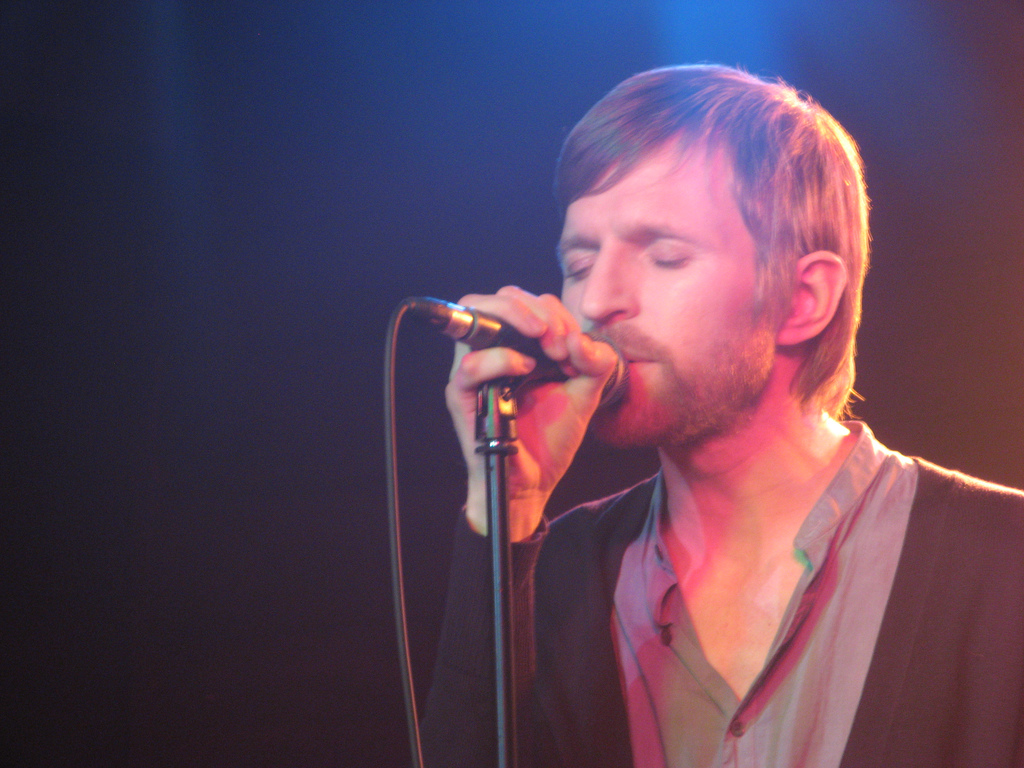
Jay-Jay Johanson

Jay-Jay Johanson (* 11. Oktober 1969 in Trollhättan als Jäje Johansson) ist ein schwedischer Musiker, Sänger und Komponist. Seine Musik, die sich vor allem durch Johansons melancholische Texte auszeichnet, orientierte sich anfangs stilistisch überwiegend am Genre Trip-Hop.

## Leben
Nachdem bereits im November 1994 erste Demoaufnahmen entstanden waren, veröffentlichte Jay-Jay Johanson im August 1996 sein Debüt Whiskey, dessen Sound durch jazzigen Gesang über bizarren Film-Noir-Arrangements geprägt war. Im Jahr 1998 erschien der Nachfolger Tattoo.
Johansons drittes Album Poison wurde im April 2000 veröffentlicht und stieg auf Platz vier der französischen Charts ein. Darauf enthalten waren auch Beiträge des Cocteau-Twins-Gründers und Gitarristen Robin Guthrie. Im gleichen Jahr komponierte Johanson den Soundtrack zum Film La confusion des genres des französischen Regisseurs Ilan Cohen. Im darauffolgenden Jahr trat Jay-Jay Johanson mit der Ton-Bild-Installation Cosmodrome in Erscheinung, die erstmals in Dijon der Öffentlichkeit präsentiert wurde. Dieses Kunstwerk reiste um die ganze Welt und wurde letztmals im Musée d’art modern in Paris gezeigt.
Mit dem Album Antenna, das in Zusammenarbeit mit den deutschen IDM-Künstlern Funkstörung entstand, schlug Johanson 2002 musikalisch eine neue Richtung ein und wandte sich dem Electroclash zu. 2004 erschien unter dem Titel Prologue eine Zusammenstellung von Johansons bisherigen Arbeiten, die auf den amerikanischen Markt abzielte. 2005 folgte das Album Rush, welches teilweise vom französischen Produzent Jean-Pierre Ensuque produziert wurde.
Im Frühjahr 2006 versammelte Jay-Jay Johanson jene Musiker um sich, mit denen er auf den ersten drei Veröffentlichungen zusammengearbeitet hatte. Mit dem daraus resultierenden Album The Long Term Physical Effects Are Not Yet Known kehrte Johanson 2007 zu dem für ihn charakteristischen Sound zurück. Die anschließende Tour startete in China und führte durch 30 Städte weltweit.

## Diskografie

### Studioalben
- 1996: Whiskey (RCA)
- 1998: Tattoo (RCA)
- 2000: Poison (RCA)
- 2002: Antenna (RCA)
- 2005: Rush (Virgin, EMI Sweden)
- 2007: The Long Term Physical Effects Are Not Yet Known (Virgin, EMI Sweden)
- 2008: Self-Portrait (Art, Virgin, EMI Sweden)
- 2011: Spellbound (Universal)
- 2013: Cockroach (Universal)
- 2015: Opium (Kwaidan Records, Le Plan)
- 2017: Bury the Hatchet (29 Music)
- 2019: Kings Cross (29 Music)
- 2021: Rorschach Test (29 Music)

### Soundtracks
- 2000: La confusion des genres (BMG Schweden, Soundtrack zu La confusion des genres)

### Kompilationen
- 2004: Prologue: Best of the Early Years 1996-2002
- 2013: Best Of 1996 - 2013